# Florentino Ameghino partido
Florentino Ameghino egy partido (körzet) Argentínában a Buenos Aires tartományban. A fővárosa Florentino Ameghino.

## Települések
| - Florentino Ameghino - Blaquier - Porvenir | Paraje - Nueva Suiza - Porvenir |